# 2898 Neuvo
2898 Neuvo este un asteroid din centura principală, descoperit pe 20 februarie 1938 de Yrjö Väisälä.